# Liste von Sakralbauten in Neustadt am Rübenberge
Die Liste von Sakralbauten in Neustadt am Rübenberge nennt Kirchengebäude und andere Sakralbauten in Neustadt am Rübenberge, Region Hannover, Niedersachsen.

## Liste
| Bild | Name                           | Ort                    | Koordinaten                     | Konfession der Gemeinde                                  |
| ---- | ------------------------------ | ---------------------- | ------------------------------- | -------------------------------------------------------- |
|      | St. Cyriakus, Simon und Judas  | Basse                  | 52° 33′ 0,5″ N, 9° 30′ 16,2″ O  | evangelisch-lutherisch                                   |
|      | St.-Thomas-Kirche              | Bordenau               | 52° 27′ 43,6″ N, 9° 28′ 33″ O   | evangelisch-lutherisch                                   |
|      | St.-Petri-Kirche               | Büren                  | 52° 35′ 27,1″ N, 9° 29′ 58,8″ O | evangelisch-lutherisch                                   |
|      | St.-Ursula-Kirche              | Dudensen               | 52° 35′ 59″ N, 9° 26′ 33,2″ O   | evangelisch-lutherisch                                   |
|      | Auferstehungskirche Eilvese    | Eilvese                |                                 | evangelisch-lutherisch                                   |
|      | Kapelle Empede                 | Empede                 |                                 | evangelisch-lutherisch                                   |
|      | Kapelle Esperke                | Esperke                | 52° 38′ 1″ N, 9° 36′ 24,3″ O    | evangelisch-lutherisch                                   |
|      | Jakobus-Kirche                 | Hagen                  | 52° 34′ 34,8″ N, 9° 25′ 34,8″ O | evangelisch-lutherisch                                   |
|      | Herz-Jesu-Kirche               | Hagen                  | 52° 34′ 25,6″ N, 9° 26′ 25,7″ O | römisch-katholisch                                       |
|      | Kirche                         | Helstorf               | 52° 35′ 14″ N, 9° 35′ 4,4″ O    | evangelisch-lutherisch                                   |
|      | Kapelle                        | Laderholz              |                                 | evangelisch-lutherisch                                   |
|      | Kapelle Lutter                 | Lutter                 |                                 | evangelisch-lutherisch                                   |
|      | St.-Osdag-Kirche               | Mandelsloh             | 52° 35′ 59,5″ N, 9° 34′ 17,2″ O | evangelisch-lutherisch                                   |
|      | Unbeflecktes-Herz-Mariä-Kirche | Mandelsloh             | 52° 36′ 0″ N, 9° 34′ 13,3″ O    | ehemals römisch-katholisch, 2009 aufgegeben und verkauft |
|      | Kapelle                        | Mardorf                | 52° 29′ 20,6″ N, 9° 17′ 24,5″ O | evangelisch-lutherisch                                   |
|      | Klosterkirche                  | Mariensee              | 52° 33′ 31″ N, 9° 29′ 12″ O     | evangelisch-lutherisch                                   |
|      | Johannes-Kapelle               | Metel                  | 52° 32′ 55″ N, 9° 33′ 4,8″ O    | evangelisch-lutherisch                                   |
|      | Johanneskirche                 | Neustadt am Rübenberge | 52° 30′ 15″ N, 9° 27′ 30″ O     | evangelisch-lutherisch                                   |
|      | Liebfrauenkirche               | Neustadt am Rübenberge | 52° 30′ 15,3″ N, 9° 27′ 41,5″ O | evangelisch-lutherisch                                   |
|      | St.-Peter-und-Paul-Kirche      | Neustadt am Rübenberge | 52° 30′ 47″ N, 9° 27′ 36″ O     | römisch-katholisch                                       |
|      | St.-Gorgonius-Kirche           | Niedernstöcken         | 52° 38′ 29,8″ N, 9° 34′ 39,7″ O | evangelisch-lutherisch                                   |
|      | St.-Johannes-Kirche            | Otternhagen            | 52° 30′ 42,8″ N, 9° 31′ 36,8″ O | evangelisch-lutherisch                                   |
|      | Bonifatiuskirche               | Poggenhagen            | 52° 28′ 22,8″ N, 9° 26′ 50,9″ O | evangelisch-lutherisch                                   |
|      | St.-Johannis-Kirche            | Poggenhagen            | 52° 28′ 18,2″ N, 9° 26′ 43,1″ O | römisch-katholisch                                       |
|      | Kirche Zum Guten Hirten        | Schneeren              | 52° 31′ 52″ N, 9° 20′ 3″ O      | evangelisch-lutherisch                                   |
|      | St.-Martin-Kirche              | Schneeren              | 52° 31′ 53″ N, 9° 19′ 44,8″ O   | römisch-katholisch (2009 geschlossen, abgerissen)        |
|      | St.-Vitus-Kapelle              | Suttorf                | 52° 31′ 49,6″ N, 9° 29′ 5,5″ O  | evangelisch-lutherisch                                   |
|      | Mevlana Moschee                | Neustadt am Rübenberge | 52° 30′ 1,8″ N, 9° 27′ 24,2″ O  | IGMG                                                     |